# Carl Michael Bellman
Carl Michael Bellman (4. února 1740 Stockholm – 11. února 1795 tamtéž) byl švédský básník, dramatik, skladatel a překladatel. Jeho dílo vychází z klasicismu, ale svým subjektivismem a směšováním žánrů předjímá romantismus. Lze jej tedy považovat za raného preromantika. Jeho písně jsou ve Švédsku dodnes populární, je považován za jednoho ze švédských národních básníků a je nazýván „Anakreónem severu“, což odkazuje na bakchantské aspekty jeho díla. Jeho poezie byla velmi důležitá pro pozdější švédskou literaturu a jeho význam pro ni byl přirovnáván k významu Williama Shakespeara pro anglicky mluvící svět.

## Život
Narodil se jako syn státního úředníka ve Stockholmu.. Vzdělání získal částečně v církevní škole, částečně od domácích učitelů. Již v raném věku projevoval nadání pro jazyky, překládal německou náboženskou literaturu do švédštiny a také psal vlastní nábožensky poučné básně ovlivněné pietistickým duchem, který panoval v domě jeho rodičů. Když mu bylo sedmnáct, vydal již dva překlady z němčiny a francouzštiny.
V prosinci roku 1757 byl přijat na zkušební dobu jako úředník ve Švédské státní bance (Riksbank) a v listopadu roku 1758 byl zapsán jako student na Uppsalké univerzitě, ale zůstal tam sotva rok. V té době zahájil také svou spisovatelskou kariéru. Pokračoval v psaní náboženských a moralistických básní a skládal občasné písně o pití, svatbách a pohřbech. Také napsal delší satirickou báseň Úvahy o nestálosti dívek (1758, Tankar om Flickors ostadighet). 

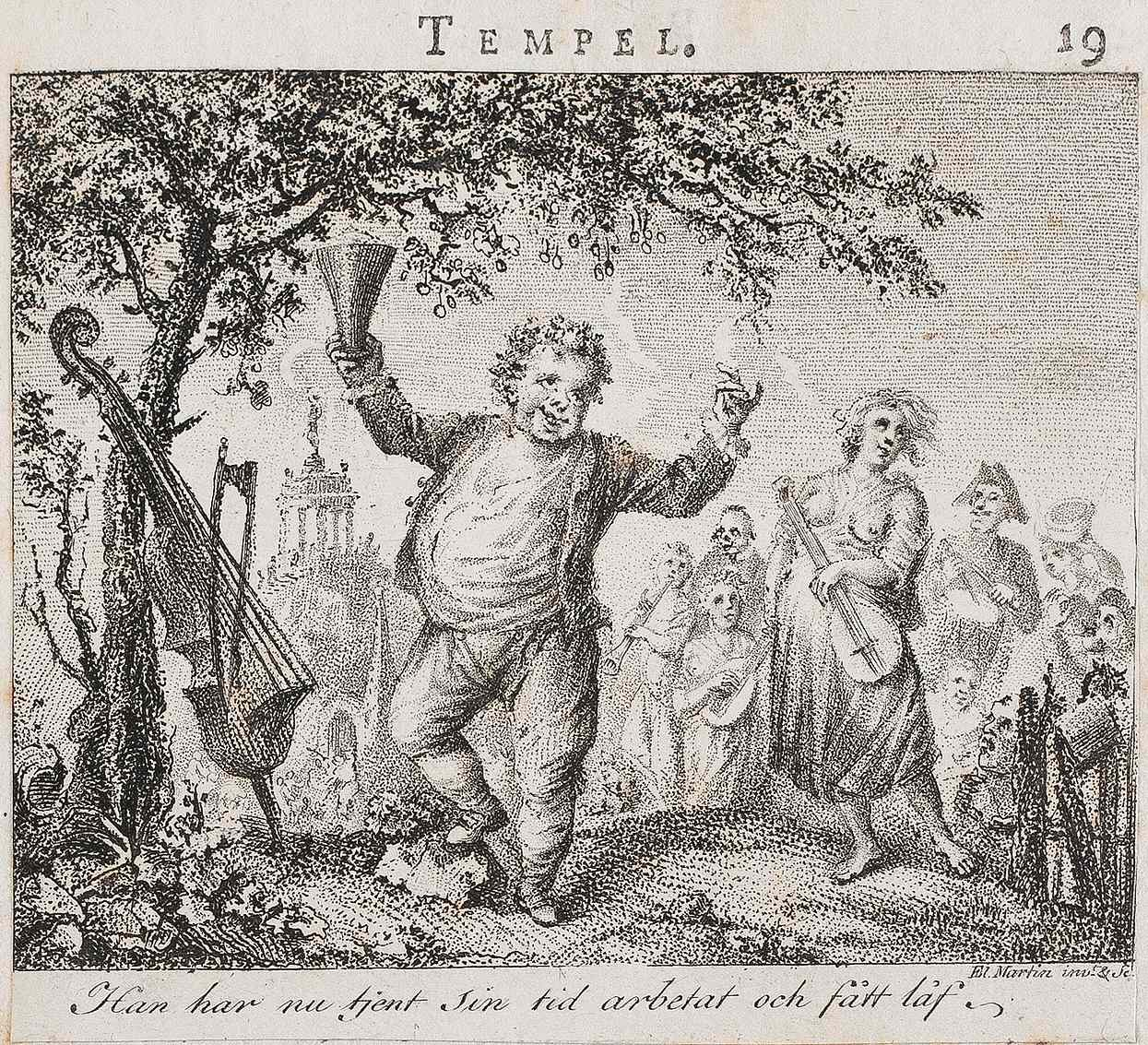
Ilustrace z vydání Bakchova chrámu z roku 1873 od Eliase Martina

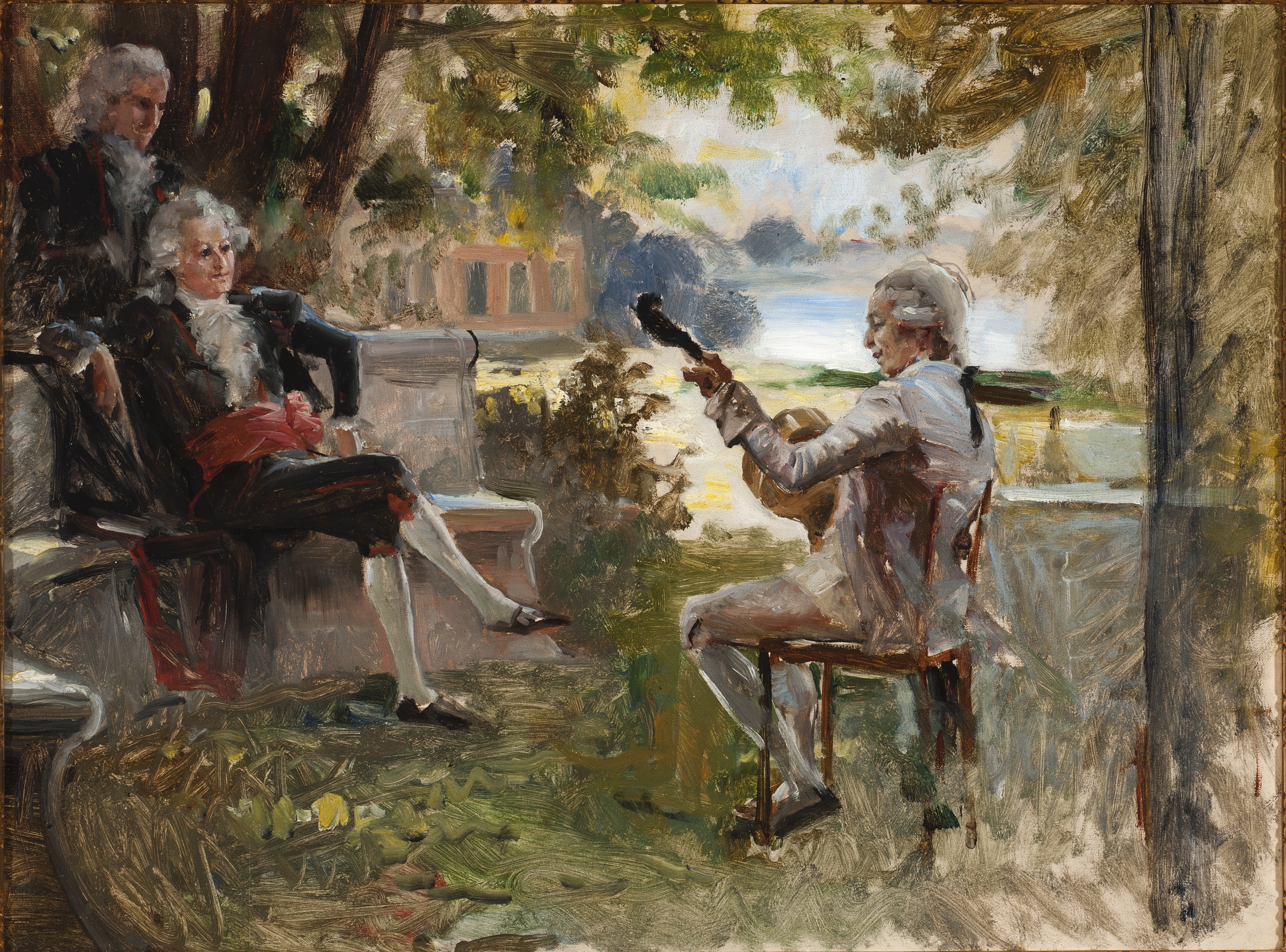
Bellman hraje na loutnu králi Gustavovi III. - obraz Alberta Edelfelta z roku 1884

Od června roku 1759 pracoval jako úředník ve ve Švédské státní bance, ale v roce 1763 uprchl kvůli dluhům do Norska a z banky byl propuštěn. Po nějaké době se za pomoci svého švagra do Švédska vrátil a po nějaké době pobytu u rodičů na venkově odjel zpět do hlavního města. Ve Stockholmu vystřídal několik úřednických míst, ale postupně se z něj stal chudý bohém. Přišel i o rodový majetek, který byl pro otcovy dluhy zastaven a prodán. Bellman proto vystupoval v hostincích a na soukromých večírcích. Jako bavič se proslavil vystoupeními, kde zpíval, hrál a sám vystupoval v několika rolích. Jeho pijácké písně a biblické parodie se zpívaly po celé Skandinávii, šířily se ústním podáním, ručně psanými opisy i tištěnými listy.
K významné změně v jeho životě došlo, když si jeho nadání všiml švédský král Gustav III., který mu kolem roku 1775 udělil penzi a sinekuru, funkci tajemníka v Královské číselné loterii (Kungliga Nummerlotterie). Stal se dvorním a uznávaným básníkem. Příjem z penze a funkce nebyl příliš velký, ale přesto mu umožnil se roku 1777 oženit s o patnáct let mladší Lovisou Fredrikou Grönlundovou. Roku 1783 vydal epicko-dramatickou parodii v alexandrínech na rytířské řády a řeholní rituály Bakchův chrám (Bacchi Tempel), spojující v sobě žánr komické opery se směšnohrdinskou poezií, a roku 1787 náboženskou sbírku rozjímání s názvem Slavnost na Sionu (Zions Högtid). Během rusko-švédské války v letech 1788–90 se v jeho poezii objevoval vlastenecký tón.

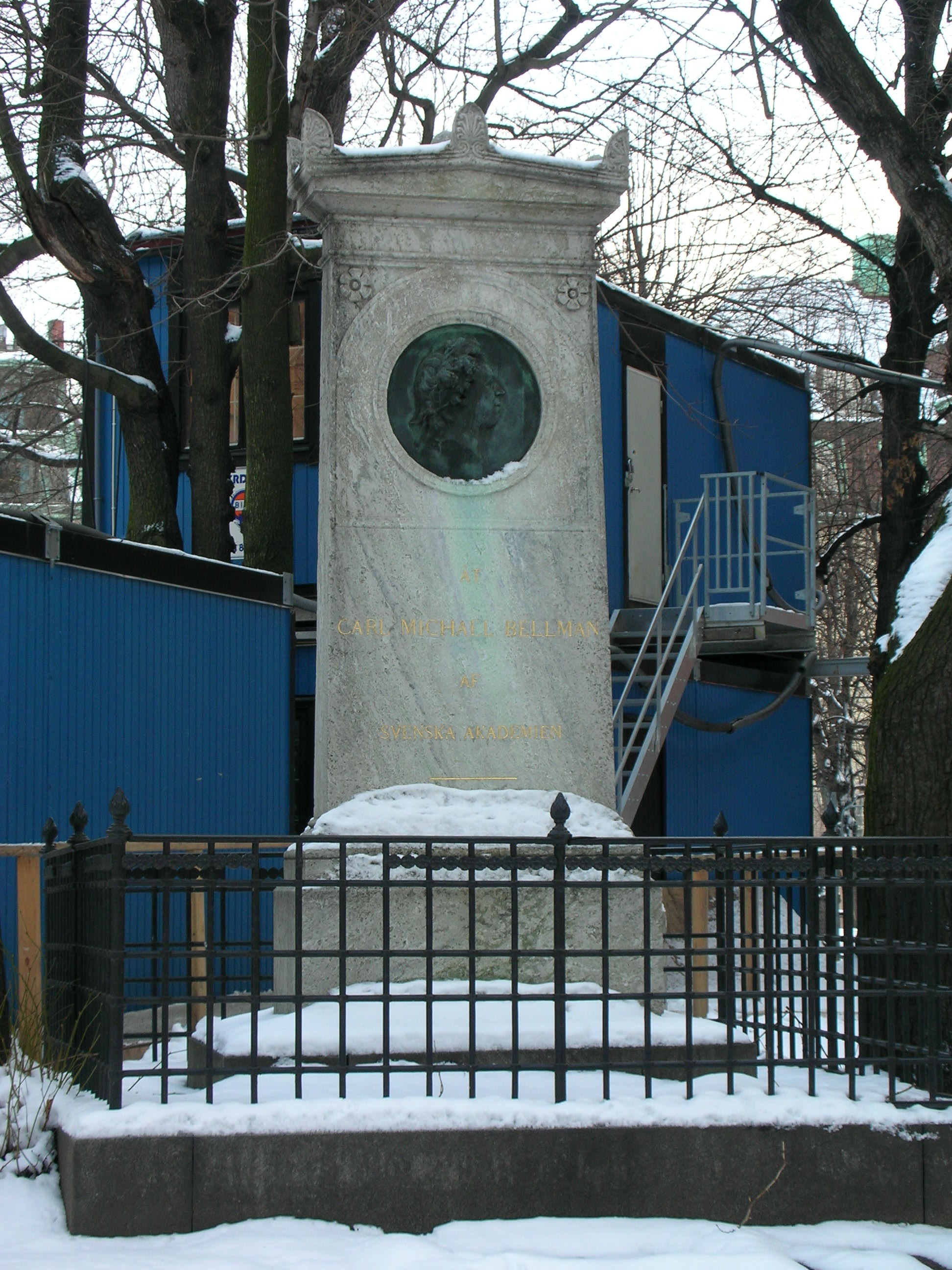
Bellmanův pommík na hřbitově farnosti Klara ve Stockholmu

Roku 1790 konečně vyšla sbírka jeho písní Fredmanovy epištoly (Fredmans epistlar), na kterou o rok později navázal další sbírkou Fredmanovy zpěvy (Fredmans sånger). Po králově smrti roku 1792 ale začal mít problémy s uživením své rodiny a roku 1794 skončil ve vězení pro dlužníky, kde napsal autobigrafický zlomek Život (Lefwerne). Z vězení se dostal díky štědrosti svých přátel, ale nakazil se tam tuberkulózou, na kterou následující rok zemřel. Pochován byl na hřbitově farnosti Klara ve Stockholmu bez náhrobního kamene. Po smrti začal být zapomínán, ale představitelé romantismu jeho památku zase oživili.

## Charakteristika díla
Bellmanova tvorba je mimořádně bohatá a rozmanitá. Zahrnuje často zhudebněné básně a balady, parodie rytířských řádů a řeholních rituálů, divadelní hry, náboženskou poezii i překlady¨, předevšém z němčiny. O jeho básních, ke kterým čerpal látku ze společnosti obyčejného stockholmského lidu, kde se s oblibou pohyboval, panovali předsudky, že jde o cynické chvalořečení rozpustilého života v hostincích. Ve skutečnosti se vyznačují pravdivým zobrazením tehdejší každodenní skutečnosti, mísí se v nich humor, satira a ironie s patosem a za veselým textem se skrývá tichý smutek, tragické podtóny a zobrazování intimního spojení tragických a komických prvků v lidském životě. Jeho poezie má sice styčné body se starší tradicí švédské pijácké písně (Lucidor, Runius), ale je obohacena o poetický a pestrý svět individualizovaných postav, z nichž každá má svou napůl zoufalou úlohu v zobrazovaném prostředí.
Jeho texty byly často výsledkem improvizace, nežli je však vydal, pečlivě je formálně upravoval. Často pracoval s kontrastními stylistickými úrovněmi a směsicí žánrů v jednom a tomtéž díle, čímž předjímal romantismus. Různé variace jeho hédonistického pohledu na svět, ve kterém se objevují někdy i pohanské motivy, je doprovázen nadšením z přírody a z jejího bohatství.
Své písně zpíval s vlastním doprovodem na loutnu. Melodie, kterými doprovázel své texty, si vypůjčoval z populárních, především francouzských komických oper a operet, z menuetů a z další taneční hudby, z pochodů a lidových písní. Tyto melodie originálním způsobem přepracovával, aby vyhovovaly jeho účelu. V mnoha případech, kdy není zdroj hudby znám, šlo zřejmě o jeho vlastní skladby.

## Ocenění
- Roku 1791 obdržel Bellman od Švédské akademie Lundbladovu cenu (Lundbladska priset) udělovanou za literaturu.[7]
- Roku 1793 se stal členem Královské hudební akademie (Kungliga Musikaliska Akademien).[7]
- Roku 1849 nechala Švédská hudební akademie postavit Bellmanovi pomník na místě, kde se věřilo, že odpočívají jeho ostatky.[8]
- Roku 1872 byla na Djurgårdenu ve Stockholmu vztyčena Bellmanova socha od Alfreda Nyströma.[11]
- Roku 1919 byla ve Stockoholmu založena Bellmanova společnost (Bellmanssällskapet), jejímž cílem je podporovat živý zájem o život, poezii, hudbu a dobu Carla Michaela Bellmana.[12]
- Roku 1925 byl natočen švédský němý film režiséra Elise Ellise Dva králové: Romantický příběh z dob Gustava III. a Bellmana (Två konungar : Romantiserad skildring från Gustaf III:s och Bellmans dagar). podle divadelní hry Ernsta Didringse z roku 1908.[13]
- Roku 1940 byl pro veřejnost otevřen Bellmanův dům na Södermalmu ve Stockholmu. V domě je umístěno Bellmanovo muzeum.[14]

## Výběrová bibliografie

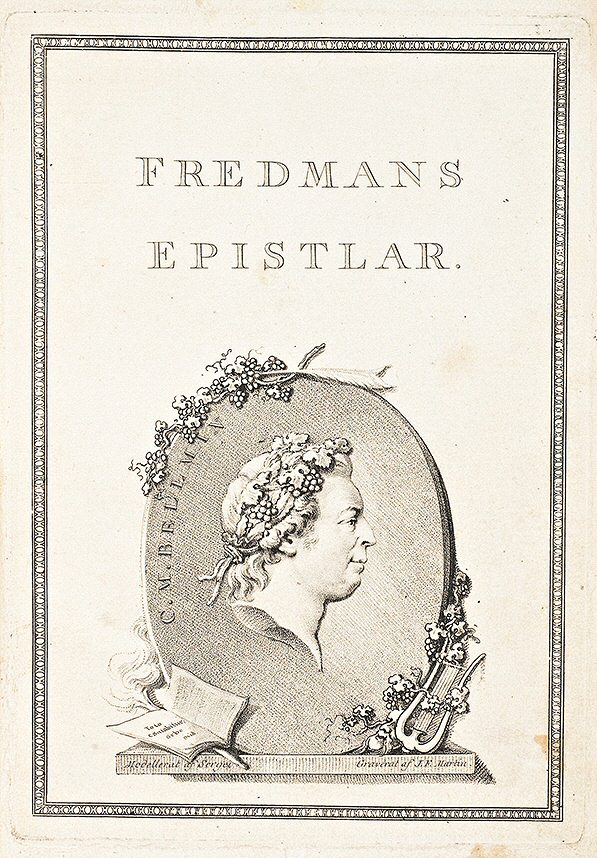
Frontispis vydání Fredmanových epištol z roku 1790

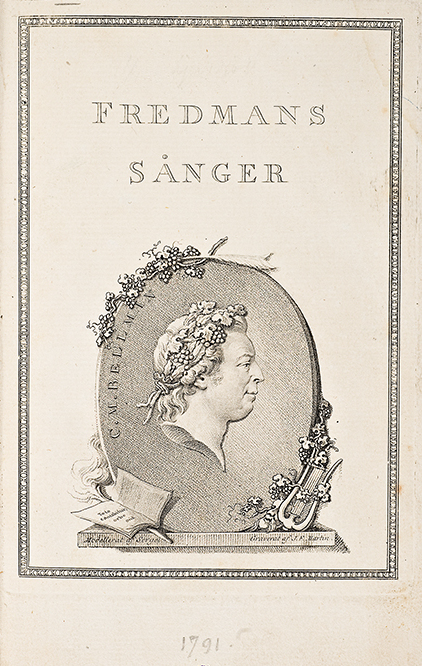
Frontispis vydání Fredmanových zpěvů z roku 1791

- Úvahy o nestálosti dívek (1758, Tankar om Flickors ostadighet), satirická báseň, ve které básník kritizuje povrchní životní styl žen z vyšší třídy a zpochybňuje jejich ctnosti.[1]
- Měsíc (1760, Månan), alegorická satira na soudobou společnost, kterou kritizuje přes život údajných obyvatel Měsíce.
- Bakchův řád (Bacchi Orden), básnický cyklus vzniklý v letech 1767-1777, který nebyl za Bellmanova života vydán, ale jednotlivé básně byly například použity ve sbírce Fredmanovy epištoly. Je založený na představeních, které autor předváděl v domech svých přátel. Básně jsou parodiemi na tehdejší řeholní řády a popisují obřady fiktivní řádové kapituly. Aby se člověk například stal členem Bakchova řádu Dvou pozlacených prasat, musel být alespoň dvakrát viděn na veřejnosti ležet opilý ve stoce.[1]
- Šťastná lodní havárie (1766, Det lyckliga skeppsbrotte), pastorální opéra comique o čtyřech jednáních.[1]
- Úvahy nad různými evangelickými texty (1780, Betraktelser Öfver Åtskillige Evangeliske Texter), úvahy nad kázáními církve.[1]
- Bakchův chrám (1783, Bacchi Tempel), epicko-dramatická parodie v alexandrínech na rytířské řády a řeholní rituály. První verze díla  vznikla roku 1779 a druhá, vydaná tiskem roku 1783, byla značně rozšířena. Dílo se odehrává poblíž chrámu zasvěceného Bakchovi, bohu vína, na ostrově smíšené flóry a fauny. Popisy přírody jsou oživeny a propojeny s emocemi mluvčího (například počáteční bouře je spojena s úzkostí a hrůzou bakchovy kněžky) a jsou tak popsány v preromantickém stylu.[1]
- Slavnost na Sionu (1787, Zions Högtid), sbírka náboženských rozjímání o evangelijních textech církevního roku.[9]
- Hostinec (1787, Värdshuset), divertissement.
- Dramatické shromáždění (1790, Dramatiska sammankomsten), divertissement.
- Kavárna (1790, Caffehuset), divertissement.
- Fredmanovy epištoly (1790, Fredmans epistlar), nejvýznamnější autorovo dílo s názvem připomínajícím novozákonní Pavlovy listy (básník také záměrně používá archaický jazyk plný biblických formulací a parafrází). Jde o soubor osmdesáti dvou písní a popěvků vzniklých v průběhu dvaceti let volně spojený postavou Fredmana, údajného básníkova přítele a bývalého stockholmského hodináře „bez hodin, dílny a zásob“ . Prostřednictvím tohoto věčně opilého muže autor vyjadřuje své názory, pocity a dojmy. Fredman vystupuje jako znalec vína a žen a jeho přáteli a kumpány jsou měšťané, kejklíři, pijáci, cikáni, námořníci a lehké dívky (především prostitutka Ulla Winbladová, již dříve zobrazená jako kněžka Bakchova chrámu). Jen občas si při pohledu na dno prázdné sklenice uvědomí zmar každého lidského života.[15] Nadšenou předmluvu ke sbírce napsal švédský básník a kritik Johan Henric Kellgren, který ještě v roce 1778 silně hanobil Bellmanovo básnické umění.[1]
- Fredmanovy zpěvy (1791, Fredmans sånger), básnická sbírka navazující na Fredmanovy epištoly, ale na rozdíl od nich nemá žádné jednotící téma. Obsahují šedesát sedm zpěvů číslovaných od jedné do šedesáti pěti (zpěv číslo pět jsou ve skutečnosti tři zpěvy číslované 5a, 5b a 5c) a jde o výběr autorových nejoblíbenějších písní různých typů od jeho mládí až po jeho poslední léta. Jsou to parodické hymny, pijácké a pastorální písně, básně s tematikou smrti a úzkosti nebo biblické travestie. Mnoho písní pochází z cyklu Bakchův řád. Vystupujícími postavami jsou převážně opilci různého druhu, biblické postavy a také antičtí bohové Bakchus a Venuše.[1]
- Gellerts Fabler (1793, Gellertovy bajky), překlad bajek německého básníka a filozofa Christiana Fürchtegotta Gellerta.[1]
- Sčítání lidu (1794, Mantals-skrifningen), divadelní hra v próze.[1]
- Život (Lefwerne), autobiografický zlomek napsaný roku 1794 ve vězení pro dlužníky.[1]

## Česká vydání
- Sestry, bratří - číše výše!: Fredmanovy Epištoly a Fredmanovy Zpěvy. Brno: Blok 1994. Přeložil Josef B. Michl. ISBN 8070290927.